# The Stings of Conscience
The Stings of Conscience è il primo album degli Unearth, pubblicato nel 2001 dalla Eulogy Recordings.

## Tracce
1. My Heart Bleeds No Longer – 3:36
2. One Step Away – 3:16
3. Fuel the Fire – 3:44
4. Only the People – 3:46
5. Stings of Conscience – 5:05
6. My Desire – 5:50
7. Vanishment – 3:47
8. Shatteredd by the Sun – 3:52
9. Monition – 4:58
10. Stronghold – 3:23